# Gravidade de Marte
A gravidade de Marte é um fenômeno natural, devido à lei da gravidade , ou gravitação, pela qual todas as coisas com massa ao redor do planeta Marte são trazidas para ele. É mais fraco do que a gravidade da Terra devido à menor massa do planeta. A aceleração gravitacional média em Marte é 3.72076 m/s2 (cerca de 38% da da Terra ) e varia lateralmente. Em geral, a isostasia controlada por topografia conduz as anomalias da gravidade do ar livre de comprimento de onda curto. Ao mesmo tempo, fluxo convectivo a força finita do manto leva a anomalias de gravidade de ar livre em escala planetária de longo comprimento de onda em todo o planeta. Variação na espessura da crosta, atividades magmáticas e vulcânicas, elevação de Moho induzida por impacto, variação sazonal das calotas polares, variação da massa atmosférica e variação da porosidade da crosta também podem se correlacionar com as variações laterais. Ao longo dos anos, modelos consistindo em um número crescente, mas limitado de harmônicos esféricos foram produzidos. Os mapas produzidos incluíram anomalia de gravidade ao ar livre , anomalia de gravidade Bouguer, e espessura da crosta. Em algumas áreas de Marte, há uma correlação entre anomalias de gravidade e topografia. Dada a topografia conhecida, o campo de gravidade de maior resolução pode ser inferido. A deformação de maré de Marte pelo Sol ou Fobos pode ser medida por sua gravidade. Isso revela como o interior é rígido e mostra que o núcleo é parcialmente líquido. O estudo da gravidade da superfície de Marte pode, portanto, fornecer informações sobre diferentes características e fornecer informações benéficas para futuros projetos de pouso.

## Medição/Cálculos

Harmônico esférico giratório, com = 0 a 4 para a vertical, e = 0 a 4 para a horizontal. Para o planeta Marte C_{20} e C_{30}, há uma variação com o tempo por causa da variação sazonal da massa das calotas polares através do ciclo anual de sublimação-condensação do dióxido de carbono.

Para entender a gravidade de Marte, a força do seu campo gravitacional g e potencial gravitacional U são frequentemente medidos. Simplesmente, se Marte for assumido como um corpo estático perfeitamente esférico de raio RM, desde que haja apenas um satélite girando em torno de Marte em uma órbita circular e tal interação gravitacional seja a única força atuando no sistema, a equação seria:
{\displaystyle {\frac {GMm}{r^{2}}}=mr\omega ^{2}},
Onde G é a constante universal de gravitação (comumente considerada como G = 6.674 x 10−11 m3/ kg . s2). M é a massa de Marte (valor mais atualizado: 6.41693 x 1023 kg), e m é a massa do satélite r é a distância entre Marte e o satélite, e {\displaystyle \omega } é a velocidade angular do satélite, que também é equivalente a {\displaystyle {\frac {2\pi }{T}}} (T é o período de órbita do satélite).
Portanto, {\displaystyle g={\frac {GM}{R_{M}^{2}}}={\frac {r^{3}\omega ^{2}}{R_{M}^{2}}}={\frac {4r^{3}\pi ^{2}}{T^{2}R_{M}^{2}}}}, onde RM é o raio de Marte. Com a medição adequada, r, T e RM são parâmetros obtidos da Terra.
No entanto, como Marte é um corpo planetário não esférico genérico e influenciado por processos geológicos complexos, mais precisamente, o potencial gravitacional é descrito com funções harmônicas esféricas, seguindo a convenção em geodésia, ver o modelo geopotencial.
{\displaystyle U(r,\lambda ,\psi )=-{\frac {GM}{r}}\left(1+\textstyle \sum _{l=2}^{l=L}\displaystyle \left({\frac {R}{r}}\right)^{l}\left(C_{l0}P_{l}^{0}(\sin \ \psi )+\sum _{m=1}^{+l}(C_{lm}\cos \ m\lambda +S_{lm}\sin \ m\lambda )P_{l}^{m}(\sin \ \psi )\right)\right)}

Onde {\displaystyle r,\lambda ,\psi } são coordenadas esféricas do ponto de teste. {\displaystyle \lambda }  é longitude e {\displaystyle \psi } é latitude. {\displaystyle C_{lm}} e {\displaystyle S_{lm}} são coeficientes harmônicos adimensionais de grau {\displaystyle l} e ordem {\displaystyle m}. {\displaystyle P_{l}^{m}} é o polinômio de grau de Legendre {\displaystyle l} com {\displaystyle m=0} e associado com {\displaystyle m>0}. Eles são usados para descrever soluções da equação de Laplace. {\displaystyle R} é o raio médio do planeta. O coeficiente {\displaystyle C_{l0}} às vezes é escrito como {\displaystyle J_{n}}.
1. Quanto menor o grau {\displaystyle l} e ordem {\displaystyle m}, o comprimento de onda mais longo da anomalia que ele representa. Por sua vez, a anomalia da gravidade de comprimento de onda longo é influenciada por estruturas geofísicas globais.
2. Quanto maior o grau {\displaystyle l} e ordem {\displaystyle m}, o comprimento de onda mais curto da anomalia que ele representa. Para graus acima de 50, foi demonstrado que essas variações possuem alta correlação com a topografia.[15] interpretação geofísica das características da superfície pode ainda ajudar a derivar uma imagem mais completa do campo gravitacional marciano, embora resultados enganosos possam ser produzidos.[15]

A técnica mais antiga para determinar a gravidade de Marte é por meio da observação baseada na Terra. Mais tarde, com a chegada da espaçonave não tripulada, os modelos gravimétricos subsequentes foram desenvolvidos a partir de dados de rastreamento de rádio. 

## Observações feitas da Terra
Antes da chegada da nave espacial Mariner 9 e da órbita Viking em Marte, apenas uma estimativa da constante gravitacional GM de Marte, ou seja, a constante universal de gravitação vezes a massa de Marte, estava disponível para deduzir as propriedades do campo gravitacional marciano. GM pode ser obtido através de observações dos movimentos dos satélites naturais de Marte (Fobos e Deimos) e voos de espaçonaves de Marte (Mariner 4 e Mariner 6).
Observações de longo prazo baseadas na Terra dos movimentos de Fobos e Deimos fornecem parâmetros físicos, incluindo semi-eixo maior, excentricidade, ângulo de inclinação ao plano Laplaciano, entre outros que permitem o cálculo da razão entre a massa solar e a massa de Marte , momento de inércia e coeficiente do potencial gravitacional de Marte, e dar estimativas iniciais do campo gravitacional de Marte.

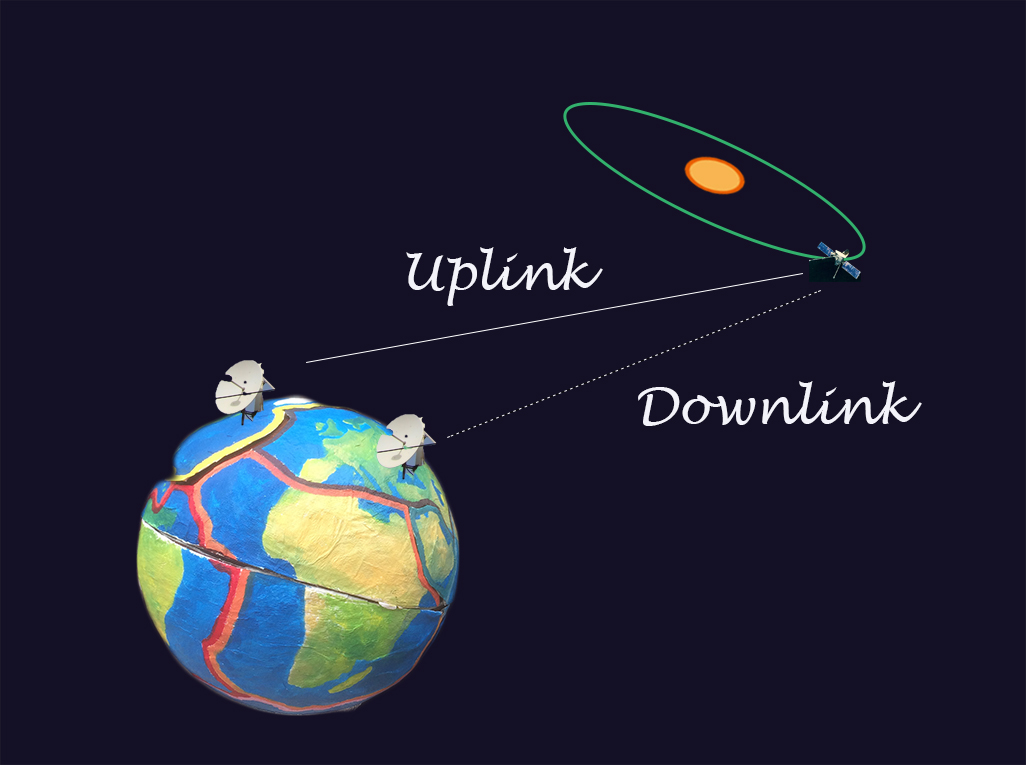
Doppler de três vias, com transmissor e receptor de sinal separados

O rastreamento preciso da espaçonave é de primordial importância para o modelamento preciso da gravidade, pois os modelos gravitacionais são desenvolvidos a partir da observação de pequenas perturbações na espaçonave, ou seja, pequena variação na velocidade e altitude. O rastreamento é feito basicamente pelas antenas da Deep Space Network (DSN), com Doppler unidirecional, bidirecional e triplo e rastreamento de alcance aplicado. Rastreamento unidirecional significa que os dados são transmitidos de uma maneira para o DSN da espaçonave, enquanto bidirecional e trilateral envolvem a transmissão de sinais da Terra para a espaçonave (uplink) e, posteriormente, transportados coerentemente de volta para a Terra (downlink). A diferença entre o rastreamento bidirecional e triplo é que o primeiro tem o mesmo transmissor e receptor de sinal na Terra, enquanto o último tem o transmissor e o receptor em locais diferentes na Terra. O uso desses três tipos de dados de rastreamento aumenta a cobertura e a qualidade dos dados, já que um poderia preencher a lacuna de dados do outro.
O rastreamento Doppler é uma técnica comum no rastreamento da espaçonave, utilizando o método da velocidade radial, que envolve a detecção de desvios Doppler. Conforme a espaçonave se afasta de nós ao longo da linha de visão, haveria deslocamento para o vermelho do sinal, enquanto que, ao contrário, haveria deslocamento para o azul do sinal. Essa técnica também tem sido aplicada para a observação do movimento de exoplanetas. Para o rastreamento de alcance, é feito através da medição do tempo de propagação de ida e volta do sinal. A combinação de deslocamento Doppler e observação de alcance promove maior precisão de rastreamento da espaçonave.
Os dados de rastreamento seriam então convertidos para desenvolver modelos de gravidade global usando a equação harmônica esférica exibida acima. No entanto, a eliminação adicional dos efeitos devido ao efeito da maré sólida , vários efeitos relativísticos devido ao Sol, Júpiter e Saturno, forças não conservativas (por exemplo, momento angular (AMD), arrasto atmosférico e pressão de radiação solar ) devem ser feitos , caso contrário, resultam em erros consideráveis.

## História
O mais recente modelo gravitacional de Marte é o Goddard Mars Model 3 (GMM-3), produzido em 2016, com solução de harmônicas esféricas de grau e ordem 120. Este modelo é desenvolvido a partir de 16 anos de dados de rastreamento de rádio da Mars Global Surveyor (MGS), Mars Odyssey e Mars Reconnaissance Orbiter (MRO), bem como o modelo de topografia MOLA e fornece uma resolução global de 115 km. Um mapa de anomalia gravitacional separado, mapa de anomalia gravitacional Bouguer e um mapa de espessura da crosta foram produzidos junto com este modelo. Em comparação com o MRO110C e outros modelos anteriores, a maior melhoria da estimativa do campo gravitacional vem de uma modelagem mais cuidadosa das forças não conservativas aplicadas à espaçonave.
| Soluções de Gravidade | Autores                                                                                        | Ano  | Grau (m) e ordem (l) da solução harmônica esférica [Resolução da superfície (km)] | Fonte de dados |
| --------------------- | ---------------------------------------------------------------------------------------------- | ---- | --------------------------------------------------------------------------------- | --- |
| –                     | JP Gapcynski, RH Tolson and WH Michael Jr                                                      | 1977 | 6                                                                                 | Dados de rastreamento da espaçonave Mariner 9, Viking 1 e 2                                                                                       |
| Geoide Martien        | G Balmino, B Moynot and N Vales                                                                | 1982 | 18 [¬600 km]                                                                      | Dados de rastreamento da espaçonave Mariner 9, Viking 1 e 2                                                                                       |
| GMM-1                 | DE Smith, FJ Lerch, RS Nerem, MT Zuber, GB Patel, SK Fricke and FG Lemoine                     | 1993 | 50 [200–300 km]                                                                   | Dados de rastreamento da espaçonave Mariner 9, Viking 1 e 2                                                                                       |
| Mars50c               | AS Konopliv, WL Sjogren                                                                        | 1995 | 50                                                                                | Dados de rastreamento da espaçonave Mariner 9, Viking 1 e 2                                                                                       |
| GMM-2B                | FG Lemoine, DE Smith, DD Rowlands, MT Zuber, GA Neumann, DS Chinn, and DE Pavlis               | 2001 | 80                                                                                | Dados de rastreamento do Mars Global Surveyor (MGS) e dados de topografia derivados do MOLA                                                       |
| GGM1041C              | FG Lemoine                                                                                     | 2001 | 90                                                                                | Dados de rastreamento de Mars Global Surveyor (MGS) e Mars Odyssey, e dados de topografia derivados de MOLA                                       |
| MGS95J                | AS Konopliv, CF Yoder, EM Standish, DN Yuan, WL Sjogren                                        | 2006 | 95 [~112 km]                                                                      | Dados de rastreamento de Mars Global Surveyor (MGS) e Mars Odyssey, e dados de topografia derivados de MOLA                                       |
| MGGM08A               | JC Marty, G Balmino, J Duron, P Rosenblatt, S Le Maistre, A Rivoldini, V Dehant, T. Van Hoolst | 2009 | 95 [~112 km]                                                                      | Dados de rastreamento de Mars Global Surveyor (MGS) e Mars Odyssey, e dados de topografia derivados de MOLA                                       |
| MRO110B2              | AS Konopliv, SW Asmar, WM Folkner, Ö Karatekin, DC Nunes, SE Smrekar, CF Yoder, MT Zuber       | 2011 | 110                                                                               | Dados de rastreamento do Mars Global Surveyor (MGS), Mars Odyssey e Mars Reconnaissance Orbiter (MRO) e dados de topografia derivados de MOLA     |
| MGM2011               | C Hirt, SJ Claessens, M Kuhn, WE Featherstone                                                  | 2012 | [3 km (equador) – 125 km]                                                         | Solução de gravidade MRO110B2 e dados de topografia derivados de MOLA                                                                             |
| GMM-3                 | A Genova, S Goossens, FG Lemoine, E Mazarico, GA Neumann, DE Smith, MT Zuber                   | 2016 | 120 [115 km]                                                                      | Mars Global Surveyor (MGS), Mars Odyssey e Mars Reconnaissance Orbiter (MRO) - MGS (SPO-1, SPO-2, GCO, MAP) - ODY (ODYT, ODYM) - MRO (MROT, MROM) |

As técnicas de rastreamento da espaçonave e a interpretação geofísica das características da superfície podem afetar a resolução da força do campo gravitacional. A melhor técnica favorece soluções de harmônicos esféricos em graus e ordens superiores. A análise independente nos dados de rastreamento do Mariner 9 e da òrbita de Viking produziu um grau e ordem de solução harmônica esférica 6. Combinação adicional dos dois conjuntos de dados, junto com a correlação de anomalias com características vulcânicas (anomalia positiva) e depressão impressa profunda (anomalia negativa) assistida por dados de imagem permite um grau e ordem de 18 solução harmônica esférica produzida. O uso posterior do método de restrição espacial a priori, que levou a topografia em consideração na resolução da restrição da lei de potência Kaula, favoreceu o modelo de solução harmônica esférica de até grau 50 em resolução global ( Goddard Mars Model-1 ou GMM-1) seguida, os modelos subsequentes com maior completude e grau e pedido de até 120 para o GMM-3 mais recente.

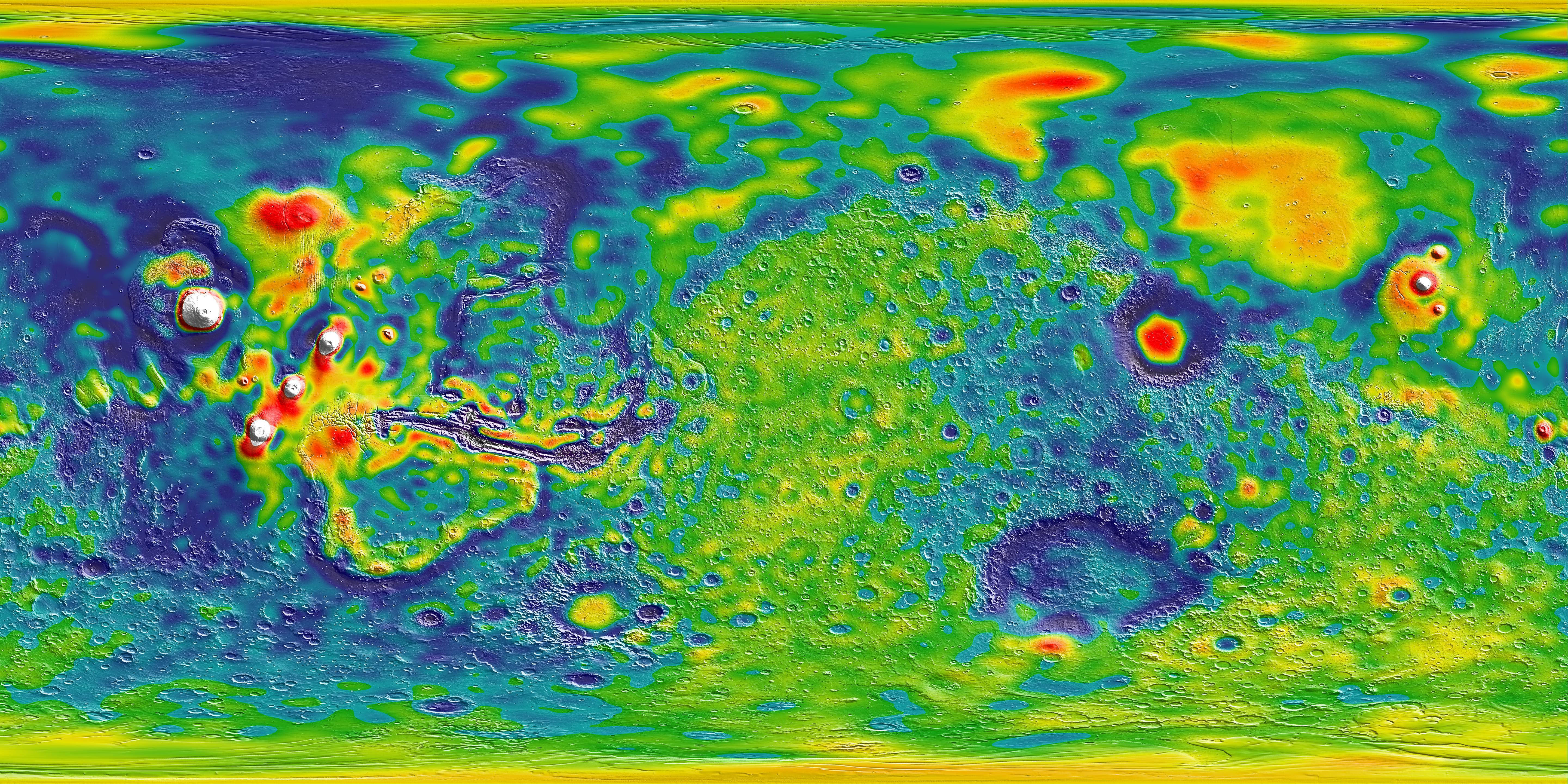
Mapa de gravidade ao ar livre de Marte produzido junto com a solução de gravidade GMM-3 (Vermelho: gravidade alta; Azul: gravidade baixa) (Crédito: Estúdio de Visualização Científica da NASA)

Portanto, os modelos gravitacionais hoje em dia não são produzidos diretamente através da transferência dos dados gravimétricos medidos para nenhum sistema de informação espacial, pois há dificuldade em produzir modelos com resolução suficientemente alta. Os dados topográficos obtidos do instrumento MOLA a bordo do Mars Global Surveyor tornam-se, portanto, uma ferramenta útil na produção de um modelo gravitacional mais detalhado em escala curta, utilizando a correlação gravidade-topografia em comprimento de onda curto. No entanto, nem todas as regiões de Marte mostram tal correlação, notadamente as planícies do norte e os pólos. Resultados enganosos podem ser facilmente produzidos, o que pode levar a interpretações geofísicas incorretas.
As modificações posteriores do modelo de gravidade incluem levar em consideração outras forças não conservadoras que atuam na espaçonave, incluindo arrasto atmosférico , pressão da radiação solar, pressão da radiação solar refletida de Marte, emissão térmica de Marte e empuxo da espaçonave que desatura as rodas de momento angular. Além disso, a precessão marciana e a atração do terceiro corpo devido ao Sol , à Lua e aos planetas, que poderiam afetar a órbita da espaçonave, bem como os efeitos relativísticos nas medições também devem ser corrigidos. Esses fatores podem levar ao deslocamento do campo gravitacional verdadeiro. Portanto, é necessária uma modelagem precisa para eliminar o deslocamento. Esse trabalho ainda está em andamento.

## Campo de Gravidade Estática
Muitos pesquisadores delinearam a correlação entre as anomalias da gravidade do ar livre de comprimento de onda curto (variando localmente) e a topografia. Para regiões com correlação mais alta, as anomalias da gravidade do ar livre poderiam ser expandidas para um maior grau de força por meio da interpretação geofísica das características da superfície, modo que o mapa gravitacional pudesse oferecer maior resolução. Foi descoberto que as terras altas do sul têm alta correlação gravidade/topografia, mas não para as terras baixas do norte. Portanto, a resolução do modelo de anomalia da gravidade ao ar livre normalmente tem resolução mais alta para o hemisfério sul, tão alta quanto mais de 100 km.
Anomalias de gravidade ao ar livre são relativamente mais fáceis de medir do que as anomalias de Bouguer , desde que os dados de topografia estejam disponíveis, pois não é necessário eliminar o efeito gravitacional devido ao efeito do excesso de massa ou déficit do terreno após a gravidade ser reduzida ao mar nível. Porém, para interpretar a estrutura crustal, é necessária a eliminação posterior desse efeito gravitacional, de modo que a gravidade reduzida seria apenas o resultado do núcleo, manto e crosta abaixo do datum. O produto após a eliminação são as anomalias Bouguer. Porém, a densidade do material na construção do terreno seria a restrição mais importante no cálculo, que pode variar lateralmente no planeta e é afetada pela porosidade e geoquímica da rocha. Informações relevantes podem ser obtidas a partir de meteoritos marcianos e análises in-situ.

### Anomalias de Gravidade Local

A variação do limite crosta-manto, intrusão, vulcanismo e topografia podem trazer efeito à órbita da espaçonave, devido à maior densidade do manto e do material vulcânico e à menor densidade da crosta. (Fora da escala) + ve: Anomalia positiva; -ve: anomalia negativa

Uma vez que as anomalias da gravidade Bouguer têm forte ligação com a profundidade do limite crosta-manto, uma com anomalias Bouguer positivas pode significar que ela tem uma crosta mais fina composta de material de densidade mais baixa e é influenciada mais fortemente pelo manto mais denso, e vice-versa. No entanto, também pode ser contribuído pela diferença na densidade da carga vulcânica erupcionada e carga sedimentar, bem como a intrusão subsuperficial e remoção de material. Muitas dessas anomalias estão associadas a características geológicas ou topográficas. Poucas exceções incluem a anomalia 63 ° E, 71 ° N, que pode representar uma extensa estrutura enterrada de até 600 km, anterior à superfície enterrada no início.

### Anomalias Topografia
A forte correlação entre a topografia e as anomalias da gravidade do ar livre de comprimento de onda curto foi mostrada para o estudo do campo gravitacional da Terra e da Lua, e pode ser explicada pela ampla ocorrência de isostasia. Alta correlação é esperada para graus acima de 50 (anomalia de comprimento de onda curto) em Marte. E pode ser tão alto quanto 0,9 para graus entre 70 e 85. Essa correlação pode ser explicada pela compensação de flexão das cargas topográficas. Observa-se que as regiões mais antigas de Marte são compensadas isostaticamente quando as regiões mais jovens geralmente são compensadas apenas parcialmente.

### Anomalias de construções vulcânicas

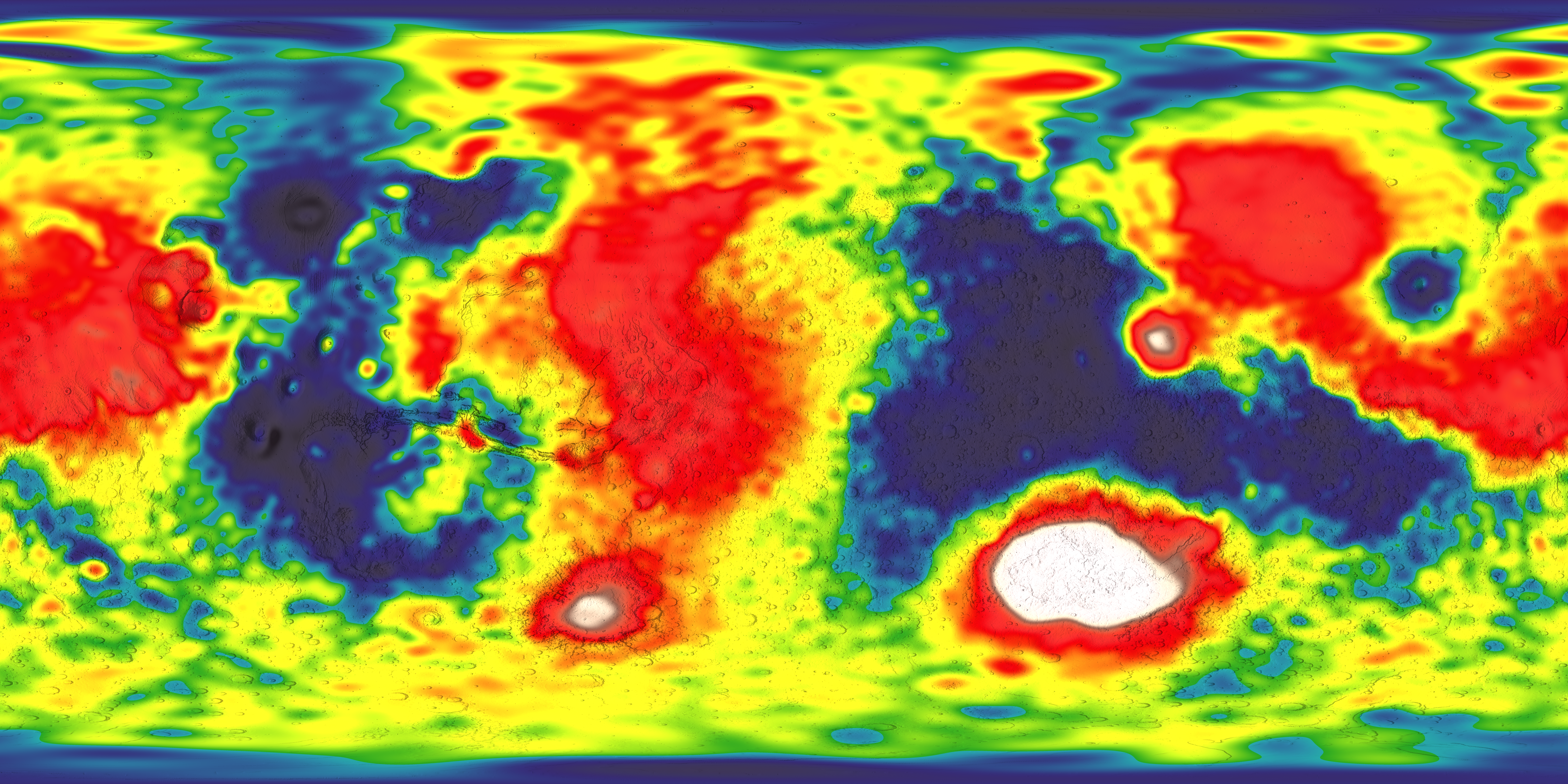
Mapa gravitacional Mars Bouguer, produzido junto com a solução gravimétrica GMM-3 em 2016. (Vermelho: gravidade alta; Azul: gravidade baixa) (Crédito: Estúdio de Visualização Científica da NASA)

Diferentes construções vulcânicas podem se comportar de maneira diferente em termos de anomalias de gravidade. Os grandes vulcões Monte Olimpo e Tharsis Montes produzem as maiores anomalias de gravidade positiva do ar livre no sistema solar. Alba Patera , também uma elevação vulcânica, ao norte dos Montes Tharsis , no entanto, produz anomalia Bouguer negativa, embora sua extensão seja semelhante à do Olympus Mons. E para o Elysium Mons , seu centro apresenta um ligeiro aumento nas anomalias Bouguer em um amplo contexto de anomalia negativa geral no aumento do Elysium.
O conhecimento da anomalia dos vulcões, juntamente com a densidade do material vulcânico, seria útil na determinação da composição litosférica e da evolução crustal de diferentes edifícios vulcânicos. Foi sugerido que a lava extrudada pode variar de andesito (baixa densidade) a basáltica (alta densidade) e a composição pode mudar durante a construção do escudo vulcânico, o que contribui para a anomalia. Outro cenário é que é possível que material de alta densidade se intrometa sob o vulcão. Tal configuração já foi observada sobre o famoso Syrtis major, que foi inferido como tendo uma câmara de magma extinta com 3300 kg m3 subjacente ao vulcão, evidente pela anomalia Bouguer positiva.

### Anomalias de depressões
Diferentes depressões também se comportam de maneira diferente na anomalia de Bouguer. As bacias de impacto gigantes como as bacias de Argyre, Isidis, Hellas e Utopia também exibem anomalias Bouguer positivas muito fortes de maneira circular. Essas bacias têm sido debatidas por sua origem na cratera de impacto. Se forem, as anomalias positivas podem ser devido ao levantamento de Moho, afinamento da crosta e eventos de modificação por cargas de superfície sedimentares e vulcânicas após o impacto.
Mas, ao mesmo tempo, existem também algumas grandes bacias que não estão associadas a tal anomalia Bouguer positiva, por exemplo, Daedalia, Tharsis do norte e Elysium , que se acredita estarem sustentadas pela planície do norte.
Além disso, certas porções de Coprates, Eos Chasma e Kasei Valles também apresentam anomalias Bouguer positivas, embora sejam depressões topográficas. Isso pode sugerir que essas depressões são causadas por intrusão densa e superficial.

### Anomalias de Gravidade Global
Anomalias de gravidade global, também chamadas de anomalias de gravidade de longo comprimento de onda, são os harmônicos de baixo grau do campo gravitacional, que não podem ser atribuídos à isostasia local, mas sim à força finita do manto e diferenças de densidade na corrente de convecção. Para Marte, o maior componente da anomalia Bouguer é o harmônico de grau um, que representa o déficit de massa no hemisfério sul e o excesso no hemisfério norte. O segundo maior componente corresponde ao achatamento do planeta e à protuberância de Tharsis.
Os primeiros estudos do geóide nas décadas de 1950 e 1960 concentraram-se nos harmônicos de baixo grau do campo gravitacional da Terra para compreender sua estrutura interna. Foi sugerido que tais anomalias de longo comprimento de onda na Terra poderiam ser contribuídas pelas fontes localizadas no manto profundo e não na crosta, por exemplo, causadas pelas diferenças de densidade na condução da corrente de convecção, que tem evoluído com o tempo. A correlação entre certas anomalias topográficas e anomalias de gravidade de longo comprimento de onda, por exemplo, a crista mesoatlântica e a crista Carlsberg, que têm a topografia elevada e a gravidade no fundo do oceano, tornaram-se assim o argumento para a ideia da corrente de convecção na Terra na década de 1970, embora tais correlações sejam fracas no quadro global.
Outra possível explicação para as anomalias de escala global é a resistência finita do manto (em contraste com a tensão zero), que faz com que a gravidade se desvie do equilíbrio hidrostático. Para esta teoria, devido à resistência finita, o fluxo pode não existir para a maior parte da região que está subestimada. E as variações de densidade do manto profundo podem ser o resultado de desomogeneidades químicas associadas com separações de continentes, e cicatrizes deixadas na Terra após o arrancamento da lua. Estes são os casos sugeridos para funcionar quando o fluxo lento pode acontecer sob certas circunstâncias. No entanto, argumentou-se que a teoria pode não ser fisicamente viável.

## Campo de Gravidade Variável com o Tempo

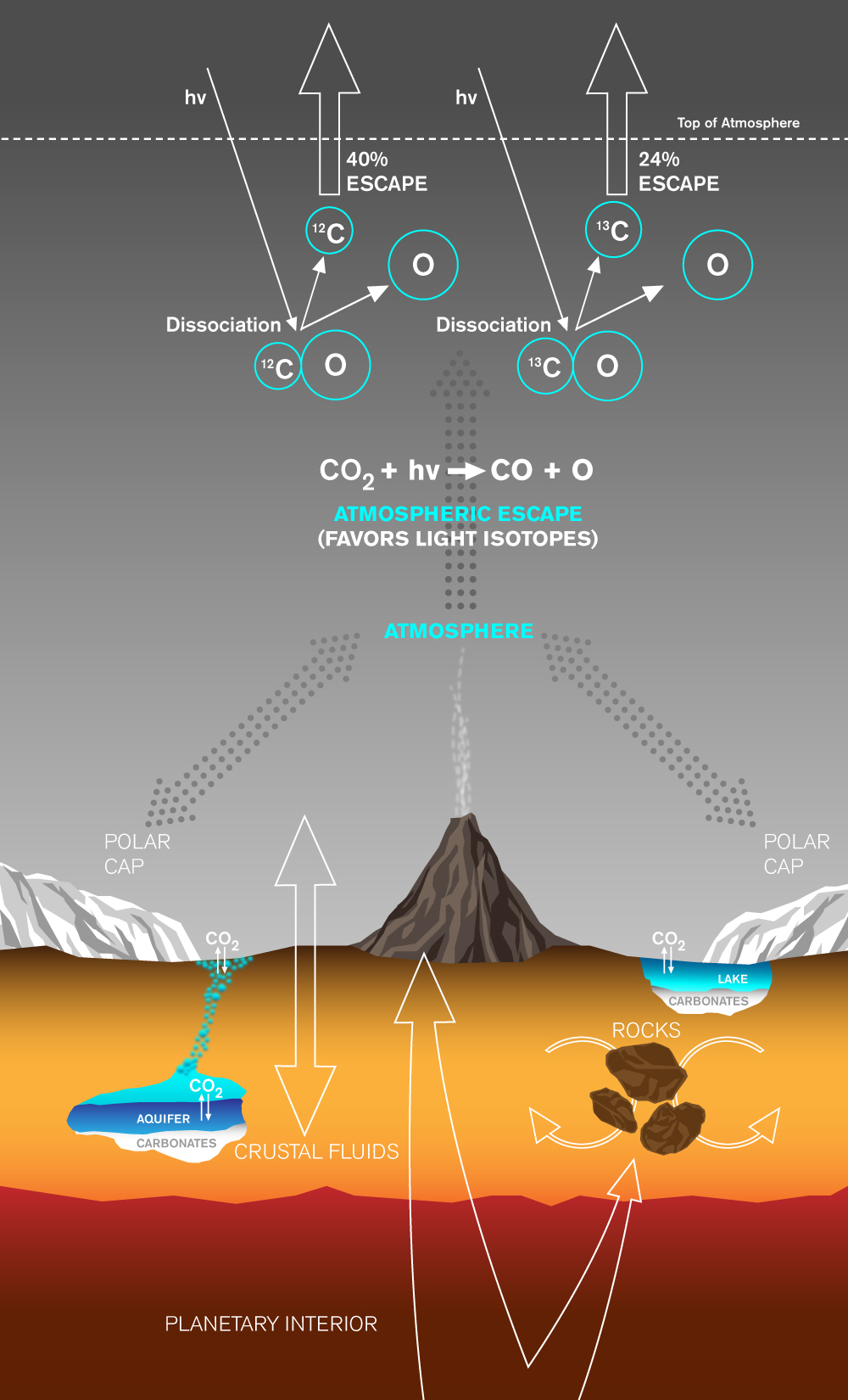
O ciclo de sublimação-condensação ocorre em Marte, o que resulta na troca de dióxido de carbono entre a criosfera e a atmosfera. Por sua vez, há troca de massa entre as duas esferas, o que dá variação sazonal da gravidade. (Cortesia NASA / JPL-Caltech)

### Mudança sazonal do campo gravitacional nos pólos
O ciclo de sublimação - condensação do dióxido de carbono em Marte entre a atmosfera e a criosfera (calota polar) opera sazonalmente. Este ciclo contribui como quase a única variável responsável pelas mudanças no campo gravitacional em Marte. O potencial gravitacional medido de Marte a partir de orbitadores pode ser generalizado como a equação abaixo:
{\displaystyle V(Mars)=V({Solid\,planet})+V(Seasonal\,caps+Atmosphere)}
Por sua vez, quando há mais massa nas calotas sazonais devido à maior condensação de dióxido de carbono da atmosfera, a massa da atmosfera diminuiria. Eles têm relação inversa entre si. E a mudança na massa tem efeito direto sobre o potencial gravitacional medido.
A troca de massa sazonal entre a calota polar norte e a calota polar sul exibe uma variação de gravidade de longo comprimento de onda com o tempo. Longos anos de observação contínua descobriram que a determinação de zonal par, coeficiente de gravidade normalizado Cl=2, m=0, e zonal ímpar, coeficiente de gravidade normalizado Cl=3, m=0 são cruciais para delineando a gravidade variável no tempo devido a tal troca de massa, onde {\displaystyle l} é o grau, enquanto {\displaystyle m} é a ordem. Comumente, eles são representados na forma de Clm em artigos de pesquisa.
Se considerarmos os dois pólos como duas massas pontuais distintas, então, suas massas são definidas como:
{\displaystyle M_{NP}={\frac {C_{20}+C_{30}}{2}}\,M_{Mars}}
{\displaystyle M_{SP}={\frac {C_{20}-C_{30}}{2}}\,M_{Mars}}
Os dados indicaram que a variação máxima de massa da calota polar sul é de aproximadamente 8.4 x 1015 kg, ocorrendo perto do equinócio de outono , enquanto que para o polar norte é de aproximadamente 6.2 x 1015 kg, ocorrendo entre o solstício de inverno e o equinócio da primavera.
Em termos de longo prazo, descobriu-se que a massa de gelo armazenada no Pólo Norte aumentaria em (1.4 ± 0.5) x 1011 kg, enquanto no Pólo Sul diminuiria em (0.8 ± 0.6) x 1011 kg. Além disso, a atmosfera também diminuiria em termos de massa de dióxido de carbono em (0.6 ± 0.6) x 1011 kg em longo prazo. Devido à existência de incertezas, não está claro se a migração de material do Pólo Sul para o Pólo Norte está em andamento, embora tal possibilidade não possa ser descartada.

## Maré
As duas principais forças de maré que atuam em Marte são a maré solar e a maré de Fobos. O número de amor k2 é uma importante constante adimensional proporcional que relaciona o campo de maré que atua sobre o corpo com o momento multipolar resultante da distribuição da massa do corpo. Normalmente, k2 pode indicar a deformação quadrupolar. Encontrar k2 é útil para entender a estrutura interna de Marte. O k2  mais atualizado obtido pela equipe de Genova é 0,1697 ± 0,0009. Como se k2 for menor que 0,10, um núcleo sólido seria indicado, isso indica que pelo menos o núcleo externo é líquido em Marte, e o raio do núcleo previsto é de 1520–1840 km.
No entanto, os dados de rastreamento de rádio atuais de MGS, ODY e MRO não permitem que o efeito do atraso de fase nas marés seja detectado porque é muito fraco e precisa de medições mais precisas sobre a perturbação da espaçonave no futuro.

## Implicações Geofísicas

### Espessura da Crosta

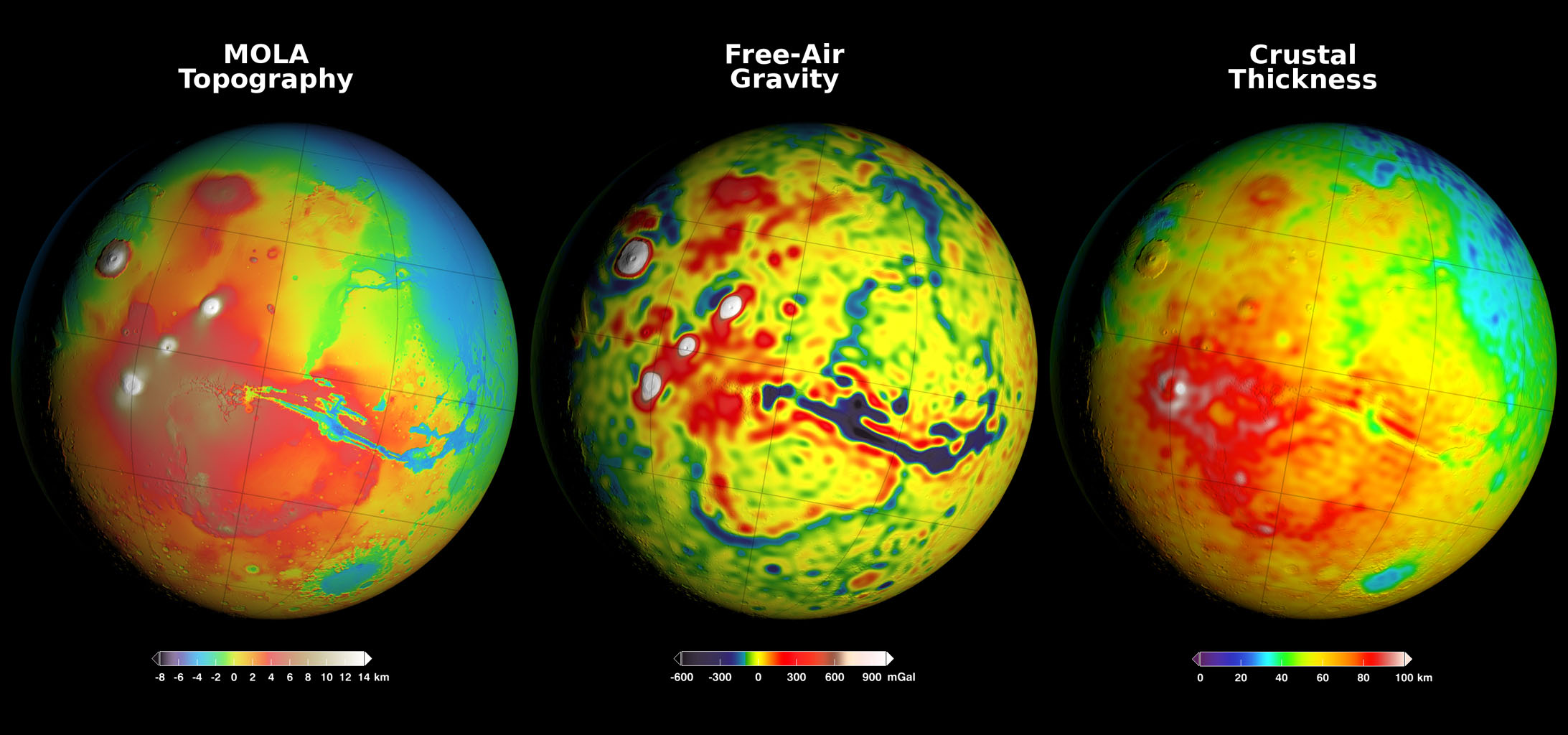
Comparação da topografia, anomalia da gravidade ao ar livre e mapa de densidade crustal - Vermelho: gravidade alta; Azul: gravidade baixa

Nenhuma medição direta da espessura da crosta terrestre em Marte está disponível atualmente. Implicações geoquímicas de meteoritos SNC e orthopyroxenite meteorito ALH84001 sugeriu que espessura da crosta média de Marte é 100–250 km. A análise de relaxamento viscoso sugeriu que a espessura máxima é de 50–100 km. Essa espessura é crítica para manter as variações da crosta hemisférica e evitar o fluxo do canal.  Estudos de combinação em geofísica e geoquímica sugeriram que a espessura média da crosta terrestre poderia ser inferior a 50 ± 12 km.
A medição do campo gravitacional por diferentes órbitas permite a produção de um modelo de potencial Bouguer global de alta resolução. Com as anomalias locais de densidade rasa e o efeito do achatamento do núcleo eliminados, o potencial Bouguer residual é produzido, conforme indicado pela seguinte equação:
{\displaystyle U_{RB}=U_{B}-U_{core}-U_{local}}

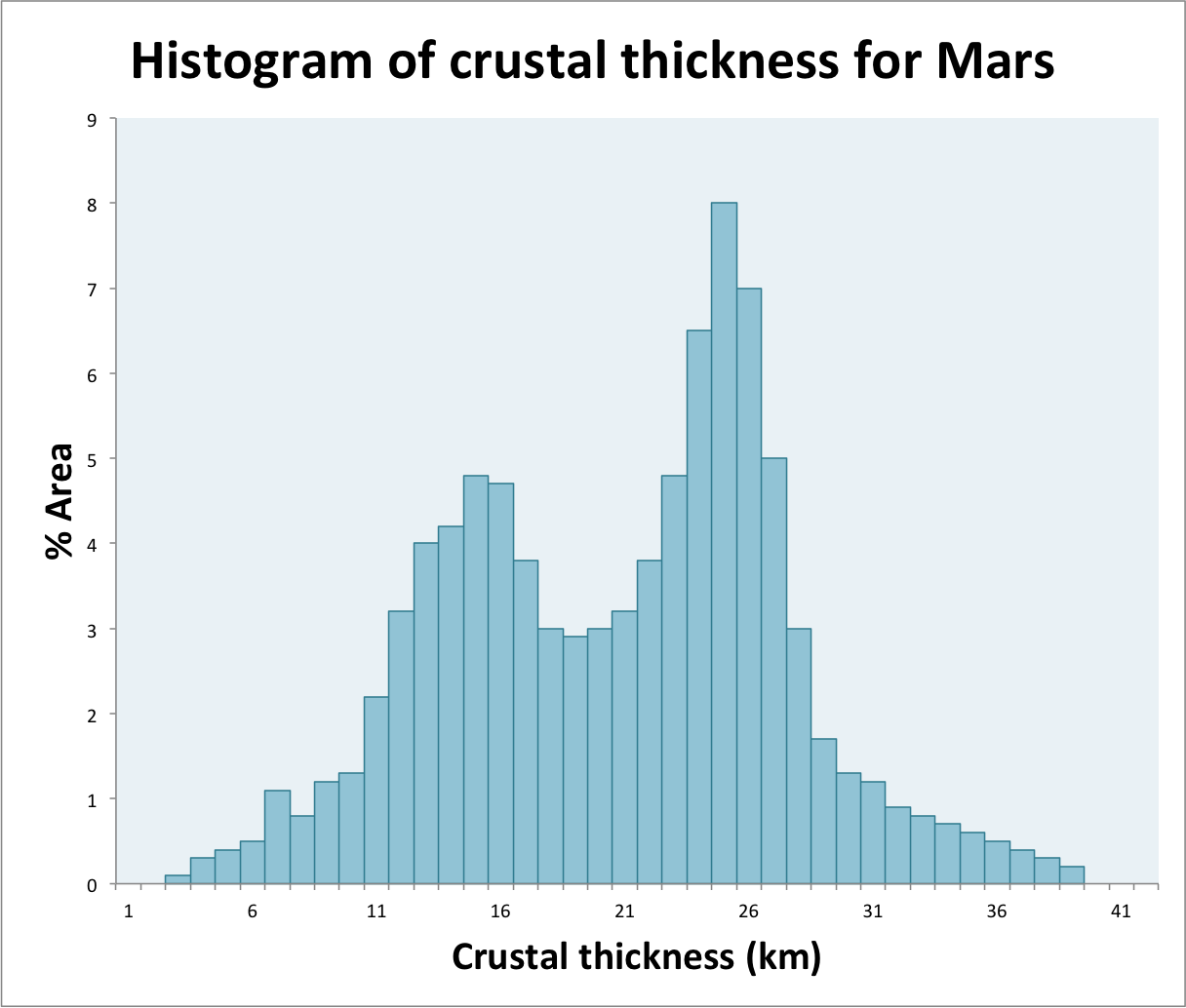
Histograma da área percentual em relação à espessura da crosta terrestre de Marte: 32 km e 58 km são os dois principais picos do histograma.

O potencial residual do Bouguer é contribuído pelo manto. A ondulação da fronteira crosta-manto, ou a superfície de Moho , com massa de terreno corrigida, deveria ter resultado em anomalias residuais variáveis. Por sua vez, se o limite ondulado for observado, deve haver mudanças na espessura da crosta.
O estudo global de dados residuais de anomalia Bouguer indica que a espessura da crosta terrestre de Marte varia de 5,8 km a 102 km. Dois picos principais em 32 km e 58 km são identificados a partir de um histograma de área igual da espessura da crosta. Esses dois picos estão ligados à dicotomia crustal de Marte. Quase toda a crosta mais espessa que 60 km é fornecida pelo planalto do sul, com espessura geralmente uniforme. E a planície do norte em geral tem crosta mais fina. A espessura da crosta terrestre da região de Arabia Terra e do hemisfério norte é considerada dependente da latitude.

### Crosta redistribuição por impactante e relaxamento viscoso

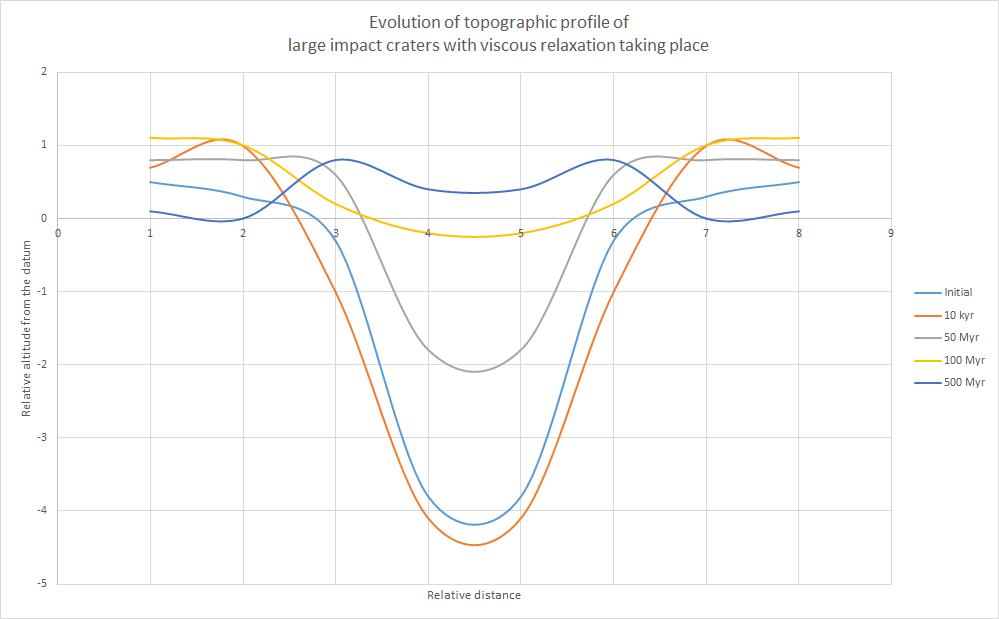
Após o impacto inicial, alto fluxo de calor e alto teor de água teriam favorecido o relaxamento viscoso. A crosta torna-se mais dúctil. A topografia da bacia das crateras está, portanto, sujeita a maior estresse devido à autogravitação, que impulsiona ainda mais o fluxo crustal e o declínio do relevo. No entanto, esta análise pode não funcionar para crateras de impacto gigantes, como as bacias Hellas, Utopia, Argyre e Isidis.

Acredita-se que o afinamento da crosta tenha ocorrido sob quase todas as principais crateras de impacto. Escavação crustal, modificação através da colocação de material vulcânico e fluxo crustal ocorrendo na litosfera fraca são as possíveis causas. Com a crosta pré-impacto escavada, a restauração gravitacional ocorreria através do levantamento do manto central, de modo que o déficit de massa da cavidade pudesse ser compensado pela massa do material mais denso levantado.
As gigantescas bacias de impacto Utopia, Hellas, Argyre e Isidis são alguns dos exemplos mais proeminentes. Utopia , uma bacia de impacto localizada na planície do norte, é preenchida por material sedimentar depositado em água e leve e tem uma crosta levemente espessada no centro. Isso é potencialmente devido ao grande processo de recapeamento na planície do norte. Enquanto para as bacias de Hellas , Argyre e Isidis , eles têm grande relevo Moho elevado e exibem anéis de crosta difusa espessada além da borda crustal.
Mas, ao contrário, quase todas as bacias marcianas com diâmetro de 275 km < D < 1000 km estão associadas a superfície de baixa amplitude e relevo de Moho de baixa amplitude. Muitos são até mesmo encontrados com anomalia negativa da gravidade do ar livre , embora evidências tenham mostrado que todos eles deveriam ter experimentado gravidade alta (anomalia positiva da gravidade do ar livre). Sugeriu-se que isso não foi causado apenas pela erosão e soterramento, pois a adição de material na bacia aumentaria de fato a força da gravidade em vez de diminuí-la. Portanto, o relaxamento viscoso deveria estar ocorrendo. O alto fluxo de calor e o alto teor de água na crosta marciana inicial favoreciam o relaxamento viscoso. Esses dois fatores tornaram a crosta mais dúctil. A topografia da bacia das crateras estaria sujeita a maior estresse devido à autogravitação. Tal estresse impulsionaria o fluxo crustal e, portanto, diminuiria o relevo. As bacias de impacto gigantes são as exceções que não experimentaram relaxamento viscoso, pois o afinamento da crosta tornou a crosta muito fina para sustentar o fluxo crustal sub-sólido.

### Baixa Densidade a Granel da Crosta
O modelo de densidade crustal mais recente RM1 desenvolvido em 2017 dá a densidade crustal total de2582 ± 209 kg/ m3 para Marte, o que representa um valor médio global. Deve haver variação lateral da densidade crustal. Por exemplo, sobre os complexos vulcânicos, espera-se que a densidade local seja tão alta quanto 3231 ± 95 kg/ m3,  que combinou com os dados do meteorito e estimativas anteriores. Além disso, a densidade do hemisfério norte é em geral maior do que a do hemisfério sul, o que pode implicar que o último é mais poroso do que o primeiro.
Para atingir o valor em massa, a porosidade pode desempenhar um papel importante. Se a densidade do grão mineral for escolhida como 3100 kg/ m3, 10% a 23% de porosidade pode resultar em uma queda de 200 kg/m3 na densidade aparente. Se os espaços dos poros forem preenchidos com água ou gelo, a diminuição da densidade aparente também é esperada. Uma queda adicional na densidade aparente poderia ser explicada pelo aumento da densidade com a profundidade, com a camada superficial mais porosa do que a profundidade de Marte, e o aumento da densidade com a profundidade também tem variação geográfica.

## Engenharia e Aplicações Científicas

### Areóide

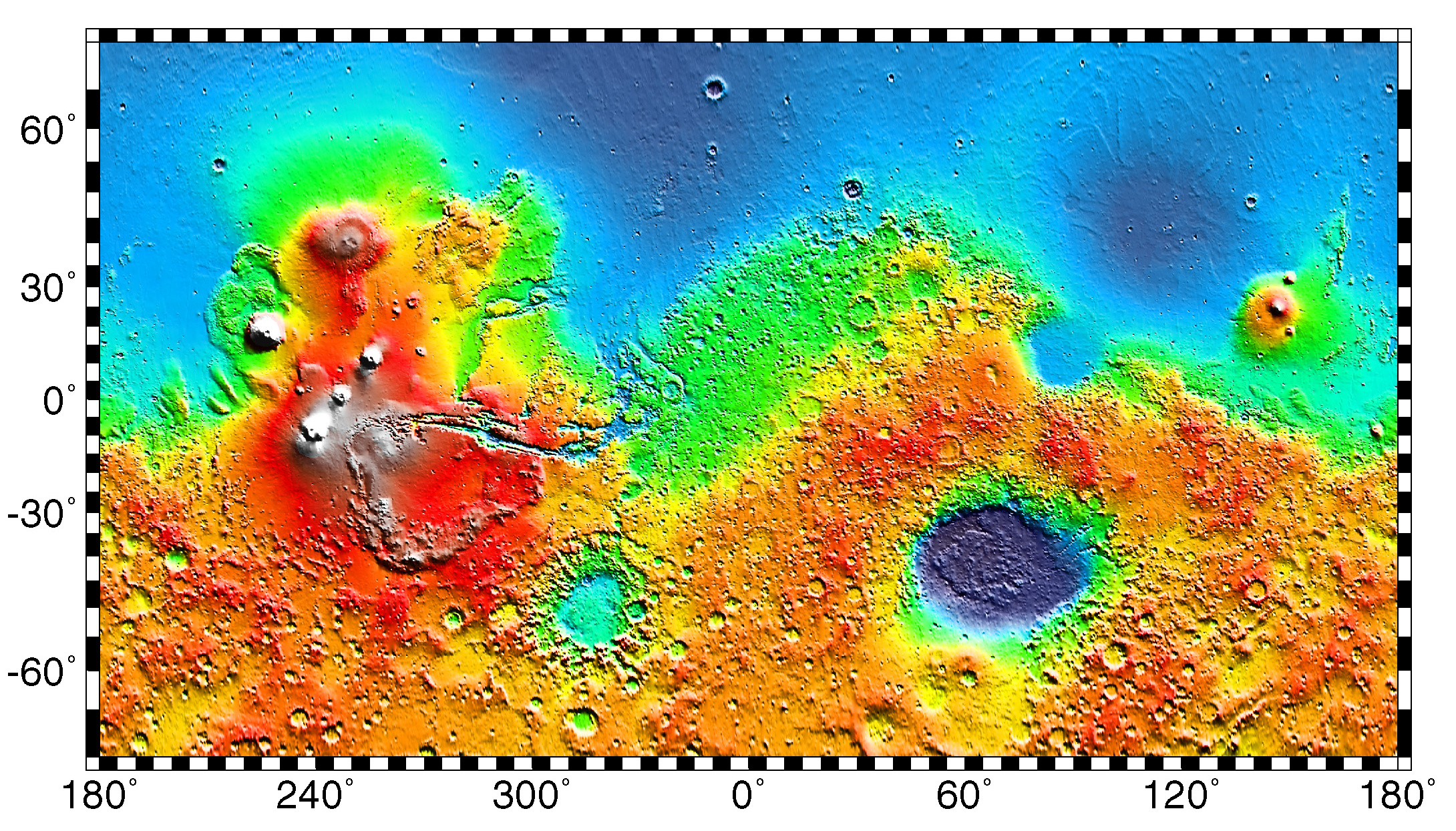
O modelo de topografia MEDGRs foi desenvolvido por meio de medição de alcance (distância) feita pelo instrumento MOLA 2 e dados de rastreamento de rádio do Mars Global Surveyor (MGS). O ponto mais alto está localizado no Olympus Mons, enquanto o ponto mais profundo está localizado na Bacia de Hellas. (Marrom-Vermelho: Topografia alta; Verde-Azul: Topografia baixa) (Crédito: NASA / JPL-Caltech)

O areóide representa a figura equipotencial gravitacional e rotacional de Marte, análogo ao conceito de geóide ("nível do mar") na Terra. Isso foi definido como o quadro de referência para o desenvolvimento do Mission Experiment Gridded Data Records (MEGDRs), que é um modelo de topografia global. O modelo de topografia é importante no mapeamento das características geomorfológicas e na compreensão de diferentes tipos de processos em Marte.
Para derivar o areóide, duas partes de obras são necessárias. Primeiro, como os dados de gravidade são essenciais para identificar a posição do centro de massa do planeta, que é amplamente afetado pela distribuição da massa do interior, os dados de rastreamento de rádio da espaçonave são necessários. Isso foi feito em grande parte pela Mars Global Surveyor (MGS). Então, o instrumento a bordo do MGS, que opera em órbita de elevação de 400 km, poderia medir o alcance (distância) entre a espaçonave e a superfície do solo por meio da contagem do tempo de ida e volta do vôo do pulso do instrumento. A combinação dessas duas obras permite que tanto a areóide quanto os MEGDRs sejam construídos. Com base no acima exposto, a areóide considerou o raio como o raio médio do planeta no equador como 3396 km.

### Superfície de Pouso
Como há uma grande distância entre Marte e a Terra, o comando imediato do módulo de pouso é quase impossível e o pouso depende muito de seu sistema autônomo. Foi reconhecido que para evitar falhas, a compreensão precisa do campo gravitacional de Marte é essencial para os projetos de pouso, de modo que os fatores de compensação e as incertezas dos efeitos gravitacionais possam ser minimizados, permitindo um progresso de pouso suave. O primeiro objeto feito pelo Homem pousando em Marte, a sonda Mars 2, caiu por uma razão desconhecida. Uma vez que o ambiente da superfície de Marte é complexo, composto de padrões morfológicos que variam lateralmente, a fim de evitar o perigo de rocha, o progresso do pouso deve ser auxiliado pelo emprego de LIDAR no local para determinar a posição exata de pouso e outras medidas de proteção.

## Referencias
1. 1 2 3 4  Hirt, C.; Claessens, S. J.; Kuhn, M.; Featherstone, W. E. (1 de julho de 2012). «Kilometer-resolution gravity field of Mars: MGM2011». Planetary and Space Science (em inglês) (1): 147–154. ISSN 0032-0633. doi:10.1016/j.pss.2012.02.006. Consultado em 26 de novembro de 2020
2. 1 2 3 4  Watts, A. B.; Bodine, J. H.; Ribe, N. M. (fevereiro de 1980). «Observations of flexure and the geological evolution of the Pacific Ocean basin». Nature (em inglês) (5747): 532–537. ISSN 1476-4687. doi:10.1038/283532a0. Consultado em 26 de novembro de 2020
3. 1 2 3 4 5 6  Runcorn, Stanley Keith; Blackett, Patrick Maynard Stuart; Bullard, Edward; Runcorn, Stanley Keith (28 de outubro de 1965). «Changes in the convection pattern in the Earth's mantle and continental drift: evidence for a cold origin of the Earth». Philosophical Transactions of the Royal Society of London. Series A, Mathematical and Physical Sciences (1088): 228–251. doi:10.1098/rsta.1965.0037. Consultado em 26 de novembro de 2020
4. 1 2 3 4 5  H, Jeffreys (1959). The Earth. [S.l.: s.n.] p. 420
5. 1 2 3 4 5 6 7 8 9 10 11 12 13 14 15 16 17 18 19 20 21 22 23 24 25 26 27 28 29 30 31 32 33 34 35 36 37  Neumann, G. A.; Zuber, M. T.; Wieczorek, M. A.; McGovern, P. J.; Lemoine, F. G.; Smith, D. E. (2004). «Crustal structure of Mars from gravity and topography». Journal of Geophysical Research: Planets (em inglês) (E8). ISSN 2156-2202. doi:10.1029/2004JE002262. Consultado em 26 de novembro de 2020
6. 1 2 3 4  Kiefer, Walter S. (30 de maio de 2004). «Gravity evidence for an extinct magma chamber beneath Syrtis Major, Mars: a look at the magmatic plumbing system». Earth and Planetary Science Letters (em inglês) (2): 349–361. ISSN 0012-821X. doi:10.1016/j.epsl.2004.03.009. Consultado em 26 de novembro de 2020
7. 1 2 3 4 5 6  Marty, J. C.; Balmino, G.; Duron, J.; Rosenblatt, P.; Le Maistre, S.; Rivoldini, A.; Dehant, V.; Van Hoolst, T. (1 de março de 2009). «Martian gravity field model and its time variations from MGS and Odyssey data». Planetary and Space Science (em inglês) (3): 350–363. ISSN 0032-0633. doi:10.1016/j.pss.2009.01.004. Consultado em 26 de novembro de 2020
8. 1 2 3 4 5 6 7 8 9 10  Smith, David E.; Zuber, Maria T.; Torrence, Mark H.; Dunn, Peter J.; Neumann, Gregory A.; Lemoine, Frank G.; Fricke, Susan K. (2009). «Time variations of Mars' gravitational field and seasonal changes in the masses of the polar ice caps». Journal of Geophysical Research: Planets (em inglês) (E5). ISSN 2156-2202. doi:10.1029/2008JE003267. Consultado em 26 de novembro de 2020
9. 1 2 3 4 5 6 7 8 9 10  Goossens, Sander; Sabaka, Terence J.; Genova, Antonio; Mazarico, Erwan; Nicholas, Joseph B.; Neumann, Gregory A. (2017). «Evidence for a low bulk crustal density for Mars from gravity and topography». Geophysical Research Letters (em inglês) (15): 7686–7694. ISSN 1944-8007. PMC 5619241. PMID 28966411. doi:10.1002/2017GL074172. Consultado em 26 de novembro de 2020
10. ↑  Plaut, Jeffrey J.; Picardi, Giovanni; Safaeinili, Ali; Ivanov, Anton B.; Milkovich, Sarah M.; Cicchetti, Andrea; Kofman, Wlodek; Mouginot, Jérémie; Farrell, William M. (6 de abril de 2007). «Subsurface Radar Sounding of the South Polar Layered Deposits of Mars». Science (em inglês) (5821): 92–95. ISSN 0036-8075. PMID 17363628. doi:10.1126/science.1139672. Consultado em 26 de novembro de 2020
11. ↑  April 2013, Mike Wall 08. «Most of Mars' Atmosphere Is Lost in Space». Space.com (em inglês). Consultado em 26 de novembro de 2020
12. ↑  «CODATA Value: Newtonian constant of gravitation». physics.nist.gov. Consultado em 26 de novembro de 2020
13. ↑  R. A., Jacobson. Ephemerides of the Martian Satellites. [S.l.: s.n.]
14. 1 2 3  Kaula, W. M. (1966). «Tests and combination of satellite determinations of the gravity field with gravimetry». Journal of Geophysical Research (1896-1977) (em inglês) (22): 5303–5314. ISSN 2156-2202. doi:10.1029/JZ071i022p05303. Consultado em 26 de novembro de 2020
15. 1 2 3 4 5 6 7 8 9 10 11 12 13 14 15 16 17 18 19 20 21 22 23 24 25 26 27 28 29 30 31 32  Genova, Antonio; Goossens, Sander; Lemoine, Frank G.; Mazarico, Erwan; Neumann, Gregory A.; Smith, David E.; Zuber, Maria T. (1 de julho de 2016). «Seasonal and static gravity field of Mars from MGS, Mars Odyssey and MRO radio science». Icarus (em inglês): 228–245. ISSN 0019-1035. doi:10.1016/j.icarus.2016.02.050. Consultado em 26 de novembro de 2020
16. 1 2 3 4 5 6  Lemoine, F. G.; Smith, D. E.; Rowlands, D. D.; Zuber, M. T.; Neumann, G. A.; Chinn, D. S.; Pavlis, D. E. (2001). «An improved solution of the gravity field of Mars (GMM-2B) from Mars Global Surveyor». Journal of Geophysical Research: Planets (em inglês) (E10): 23359–23376. ISSN 2156-2202. doi:10.1029/2000JE001426. Consultado em 26 de novembro de 2020
17. 1 2  Sinclair, A. T. (1 de dezembro de 1971). «The Motions of the Satellites of Mars». Monthly Notices of the Royal Astronomical Society (2): 249–274. ISSN 0035-8711. doi:10.1093/mnras/155.2.249. Consultado em 26 de novembro de 2020
18. 1 2 3 4  Asmar, S. W.; Armstrong, J. W.; Iess, L.; Tortora, P. (2005). «Spacecraft Doppler tracking: Noise budget and accuracy achievable in precision radio science observations». Radio Science (em inglês) (2). ISSN 1944-799X. doi:10.1029/2004RS003101. Consultado em 27 de novembro de 2020
19. ↑  Mayor, Michel; Queloz, Didier (novembro de 1995). «A Jupiter-mass companion to a solar-type star». Nature (em inglês) (6555): 355–359. ISSN 1476-4687. doi:10.1038/378355a0. Consultado em 27 de novembro de 2020
20. 1 2 3  Gapcynski, J. P.; Tolson, R. H.; Michael, W. H., Jr. (1 de setembro de 1977). «Mars gravity field - Combined Viking and Mariner 9 results». Journal of Geophysical Research: 4325–4327. ISSN 0148-0227. doi:10.1029/JS082i028p04325. Consultado em 27 de novembro de 2020
21. 1 2 3 4  Balmino, G.; Moynot, B.; Vales, N. (1 de novembro de 1982). «Gravity field model of Mars in spherical harmonics up to degree and order eighteen». Journal of Geophysical Research: 9735–9746. ISSN 0148-0227. doi:10.1029/JB087iB12p09735. Consultado em 27 de novembro de 2020
22. 1 2 3  Smith, D. E.; Lerch, F. J.; Nerem, R. S.; Zuber, M. T.; Patel, G. B.; Fricke, S. K.; Lemoine, F. G. (1 de novembro de 1993). «An improved gravity model for Mars: Goddard Mars Model 1». Journal of Geophysical Research. 20 páginas. ISSN 0148-0227. doi:10.1029/93JE01839. Consultado em 27 de novembro de 2020
23. 1 2 3  «NASA Technical Reports Server (NTRS)». ntrs.nasa.gov. Consultado em 27 de novembro de 2020
24. 1 2 3  FG, Lemoine. «NASA PDS»
25. 1 2 3 4  Konopliv, Alex S.; Yoder, Charles F.; Standish, E. Myles; Yuan, Dah-Ning; Sjogren, William L. (1 de maio de 2006). «A global solution for the Mars static and seasonal gravity, Mars orientation, Phobos and Deimos masses, and Mars ephemeris». Icarus: 23–50. ISSN 0019-1035. doi:10.1016/j.icarus.2005.12.025. Consultado em 27 de novembro de 2020
26. 1 2 3  Konopliv, Alex S.; Asmar, Sami W.; Folkner, William M.; Karatekin, Özgür; Nunes, Daniel C.; Smrekar, Suzanne E.; Yoder, Charles F.; Zuber, Maria T. (1 de janeiro de 2011). «Mars high resolution gravity fields from MRO, Mars seasonal gravity, and other dynamical parameters». Icarus: 401–428. ISSN 0019-1035. doi:10.1016/j.icarus.2010.10.004. Consultado em 27 de novembro de 2020
27. 1 2 3 4 5 6 7 8  Mohit, P. Surdas; Phillips, Roger J. (1 de novembro de 2007). «Viscous relaxation on early Mars: A study of ancient impact basins». Geophysical Research Letters: L21204. ISSN 0094-8276. doi:10.1029/2007GL031252. Consultado em 27 de novembro de 2020
28. 1 2  Airy, George Biddell (1 de janeiro de 1855). «III. On the computation of the effect of the attraction of mountain-masses, as disturbing the apparent astronomical latitude of stations in geodetic surveys». Philosophical Transactions of the Royal Society of London: 101–104. doi:10.1098/rstl.1855.0003. Consultado em 27 de novembro de 2020
29. 1 2 3  Beuthe, M.; Le Maistre, S.; Rosenblatt, P.; Pätzold, M.; Dehant, V. (1 de abril de 2012). «Density and lithospheric thickness of the Tharsis Province from MEX MaRS and MRO gravity data». Journal of Geophysical Research (Planets): E04002. ISSN 0148-0227. doi:10.1029/2011JE003976. Consultado em 27 de novembro de 2020
30. ↑  Runcorn, S. K. (novembro de 1963). «Satellite Gravity Measurements and Convection in the Mantle». Nature (em inglês) (4907): 628–630. ISSN 1476-4687. doi:10.1038/200628a0. Consultado em 27 de novembro de 2020
31. ↑  Watts, A B; Daly, S F (1 de maio de 1981). «Long Wavelength Gravity and Topography Anomalies». Annual Review of Earth and Planetary Sciences (1): 415–448. ISSN 0084-6597. doi:10.1146/annurev.ea.09.050181.002215. Consultado em 27 de novembro de 2020
32. ↑  McKenzie, D. (1 de fevereiro de 1977). «Surface deformation, gravity anomalies and convection». Geophysical Journal International (2): 211–238. ISSN 0956-540X. doi:10.1111/j.1365-246x.1977.tb01297.x. Consultado em 27 de novembro de 2020
33. 1 2  Yoder, C. F.; Konopliv, A. S.; Yuan, D. N.; Standish, E. M.; Folkner, W. M. (11 de abril de 2003). «Fluid Core Size of Mars from Detection of the Solar Tide». Science (em inglês) (5617): 299–303. ISSN 0036-8075. PMID 12624177. doi:10.1126/science.1079645. Consultado em 27 de novembro de 2020
34. 1 2  Yoder, C. F.; Konopliv, A. S.; Yuan, D. N.; Standish, E. M.; Folkner, W. M. (1 de abril de 2003). «Fluid Core Size of Mars from Detection of the Solar Tide». Science: 299–303. ISSN 0036-8075. doi:10.1126/science.1079645. Consultado em 27 de novembro de 2020
35. 1 2 3  Karatekin, Ö.; Van Hoolst, T.; Dehant, V. (1 de junho de 2006). «Martian global-scale CO2 exchange from time-variable gravity measurements». Journal of Geophysical Research (Planets): E06003. ISSN 0148-0227. doi:10.1029/2005JE002591. Consultado em 27 de novembro de 2020
36. ↑  Sohl, Frank; Spohn, Tilman (1997). «The interior structure of Mars : Implications from SNC meteorites». Journal of Geophysical Research. 1636 páginas. Consultado em 27 de novembro de 2020
37. ↑  Nimmo, F.; Stevenson, D. J. (março de 2001). «Estimates of Martian crustal thickness from viscous relaxation of topography». Journal of Geophysical Research (em inglês) (E3): 5085–5098. ISSN 0148-0227. doi:10.1029/2000JE001331. Consultado em 27 de novembro de 2020
38. ↑  Wieczorek, Mark A.; Zuber, Maria T. (1 de janeiro de 2004). «Thickness of the Martian crust: Improved constraints from geoid-to-topography ratios». Journal of Geophysical Research (Planets): E01009. ISSN 0148-0227. doi:10.1029/2003JE002153. Consultado em 27 de novembro de 2020
39. 1 2 3 4 5 6 7 8 9  Smith, David E.; Zuber, Maria T.; Frey, Herbert V.; Garvin, James B.; Head, James W.; Muhleman, Duane O.; Pettengill, Gordon H.; Phillips, Roger J.; Solomon, Sean C. (1 de outubro de 2001). «Mars Orbiter Laser Altimeter: Experiment summary after the first year of global mapping of Mars». Journal of Geophysical Research: 23689–23722. ISSN 0148-0227. doi:10.1029/2000JE001364. Consultado em 27 de novembro de 2020
40. ↑  Ardalan, A. A.; Karimi, R.; Grafarend, E. W. (27 de outubro de 2009). «A New Reference Equipotential Surface, and Reference Ellipsoid for the Planet Mars». Earth, Moon, and Planets (em inglês) (1). 1 páginas. ISSN 1573-0794. doi:10.1007/s11038-009-9342-7. Consultado em 27 de novembro de 2020
41. ↑  Balaram, J (2002). Dsends - um simulador de dinâmica e nave espacial de alta fidelidade para entrada, descida e pouso na superfície. [S.l.]: InAerospace Conference Proceedings. pp. 7–7
42. 1 2  Braun, Robert D.; Manning, Robert M. (1 de março de 2007). «Mars Exploration Entry, Descent, and Landing Challenges». Journal of Spacecraft and Rockets: 310–323. ISSN 0022-4650. doi:10.2514/1.25116. Consultado em 27 de novembro de 2020
43. ↑  Braun, Robert D.; Manning, Robert M. (março de 2007). «Mars Exploration Entry, Descent, and Landing Challenges». Journal of Spacecraft and Rockets (em inglês) (2): 310–323. ISSN 0022-4650. doi:10.2514/1.25116. Consultado em 27 de novembro de 2020